# Cryptopygus travei
Cryptopygus travei är en urinsektsart som beskrevs av Louis Deharveng 1981. Cryptopygus travei ingår i släktet Cryptopygus och familjen Isotomidae. Inga underarter finns listade i Catalogue of Life.